# 北京逸蛛
北京逸蛛（学名：Zoropsis pekingensis）为逸蛛科逸蛛属的动物。分布于中国北京等地。该物种的模式产地在北京。